# Académie nationale des sciences, belles-lettres et arts de Bordeaux
Pour les articles homonymes, voir Académie de Bordeaux.
L'Académie nationale des sciences, belles-lettres et arts de Bordeaux est une société savante créée le 5 septembre 1712 par lettres patentes de Louis XIV. Elle a pour but d'aider au développement des idées, des travaux et des recherches des Académiciens. Chaque année, elle décerne des prix qui récompensent des œuvres scientifiques ou littéraires.

## Historique
En 1667, François-Henri Salomon de Virelade, président à Mortier du Parlement de Bordeaux, élu à l’Académie Française, a l’idée de créer une Académie des sciences à Bordeaux. Car il y a dans la bourgeoisie bordelaise des passionnés d’une « physique nouvelle ». Sans surprise, l'idée de la création de cette société suscite la défiance de l’Université, jalouse de ses privilèges. S’ensuit une série de polémiques et l'Académie embryonnaire meurt en 1670, en même temps que le président Salomon.
Au début du XVIIIe siècle un élan s’empare de Bordeaux : ses activités maritimes prennent une dimension internationale et le port de la Lune devient l’instrument de son développement. Dans ces moments où se développe l’énergie nouvelle d’une ville, le besoin de fonder une académie se manifeste, à l’exemple de ces sociétés littéraires et scientifiques qui sont constituées dans de nombreuses villes de province. Il s’agit de créer un lieu d’influence, d’échanges d’idées, de réflexions pour accompagner le grand mouvement intellectuel des Lumières.
La naissance de l'Académie des sciences, belles-lettres et arts de Bordeaux se fait en plusieurs étapes :

### Académie des Lyriques
En 1707 est créée, pour la première fois à Bordeaux, une société des musiciens amateurs : membres exécutants, chanteurs et instrumentistes, fondée par des gens « riches et de bonne famille » qui, dans un local de la rue Margaux, donnent des concerts. Bientôt on ajoute, selon l’abbé Jules Bellet (1672-1752), à ces trois classes, une quatrième composée d’un nombre de demoiselles pour chanter aux récits et aux chœurs, parce que « sans dessus chantant, on ne peut avoir de belle exécution de musique. »
L’emblème de la Société est une lyre avec la devise Felicius una, on appelle celle-ci l’« Académie des Lyriques ».
Les membres sont :
- Antoine de Gasc
- Issac Sarrau de Boynet
- Jean Sarrau de Vésis
- Jean-François de Melon
- Jean-Baptiste de Caupos
- André-Fraçois Benoît Leberthon
- Joseph de Navarre
- Louis-François de César
- Abbé Jules Bellet
- Abbé André Olivier
- Joseph Cardoze, médecin
- François Bellet, médecin.

En attendant l’ouverture des concerts, les académiciens, tous gens qui ont fait de bonnes études, traitent entre eux des sujets d’histoire, de lettres, de physique, dans le lieu même de leurs réunions. Mais bientôt la lutte devint assez vive entre les partisans des lettres et ceux des sciences pour qu’une rupture s’ensuive.
De là sortent deux Académies : une, des partisans des lettres, a son siège rue Sainte-Eulalie, l’autre, partisans des sciences, son siège rue Sainte-Catherine. La première n'a pas vécu longtemps ; quant à la seconde, elle continue à s’occuper de physique en même temps qu’elle donne des concerts chez l’un ou l’autre de ses membres jusqu’au jour où, en 1711, elle s’installe rue des Ayres, dans le logis du sieur Bretons, avocat.
C’est ce goût pour la musique qui, réunissant des gens instruits, fait naître l'Académie royale des sciences, belles-lettres et arts de Bordeaux.

### Académie royale des sciences, belles-lettres et arts
L’appétit pour toutes les nouveautés intellectuelles exige l’ouverture de cette association à l’esprit nouveau sur les grandes questions du moment dont on doit discuter. Pour éviter une querelle entre anciens et modernes, entre physiciens et anti-physiciens etc. un érudit local, l’abbé Jules Bellet persuade ses amis de chercher un protecteur qui défendra la Société de toute ingérence. Et qui, par son intermédiaire, pourra obtenir des lettres patentes, à l’exemple des Académies d’Arles, d’Angers, de Soissons etc. Ce protecteur se chargera des démarches auprès du roi Louis XIV.

#### La création de l'Académie
Les démarches pour créer l'Académie sont plutôt rocambolesques et se passent dans une quasi clandestinité !
Le souvenir des déboires de François-Henri Salomon de Virelade avec les membres de l'université, les conflits et la scission au sein de l'Académie des Lyriques requiert la prudence dans les démarches. Il faut garder le plus total secret sur ce projet et, particulièrement, sur la rédaction des statuts. On craint la réaction de ceux qui, à cheval sur leurs prérogatives, tiennent les pouvoirs à Bordeaux, les jurats, les parlementaires, les membres de l’Université et l’archevêque Armand Bazin de Bezons.
L’abbé Jules Bellet pense à un grand seigneur de l’époque, Henri-Jacques Nompar de Caumont, duc de La Force, pair de France, proche du futur régent et amateur des salons littéraires. Pourquoi ce choix ? Parce que le frère de l’abbé, François Bellet, résidant à Sainte-Foy-la-Grande, est le médecin de ce puissant personnage, dont le château était proche de Bergerac.
L’abbé Bellet et ses amis peaufinent leur projet, en s’inspirant des articles de l’Académie Française et de l’Académie royale des sciences. Puis l’abbé, pour savoir comment approcher ce pair de France, écrit à son frère. Celui-ci le conseille de passer par la demi-sœur du duc, Charlotte-Rose de Caumont La Force, « amie des Muses », romancière, femme à scandale, mais proche de Louis IV. Tout fonctionne à la perfection. De François Bellet arrive la bonne nouvelle : Monsieur le duc est disposé à recevoir une délégation.
Furent choisis pour la députation : Jean-Baptiste de Caupos, Isaac de Sarrau de Boynet, l’abbé Jules Bellet, et son frère François, le médecin. Deux mois plus tard les deux envoyés de Bordeaux se mirent en route dans la plus grande discrétion. Chacun avait prévenu famille et proches qu’il a affaire à Limoges, sans donner la raison ni l’exact itinéraire du voyage. Jean-Baptiste de Caupos et Isaac de Sarrau de Boynet passent à Cadillac où les attend Jules Bellet, chanoine du lieu, et tous les trois se rendent à Sainte-Foy-sur-Dordogne pour prendre François Bellet. Enfin les quatre arrivent au château de La Force.
On parle des nouvelles observations physiques, de musique, et on convient que les belles lettres doivent être associées au projet. En conclusion le duc promet d’intervenir auprès du roi. En février 1712 le duc convoque en son château les mêmes négociateurs pour leur apprendre que le roi accepte sa proposition. Et comme il doit se rendre à Paris, il y sollicitera des lettres patentes.

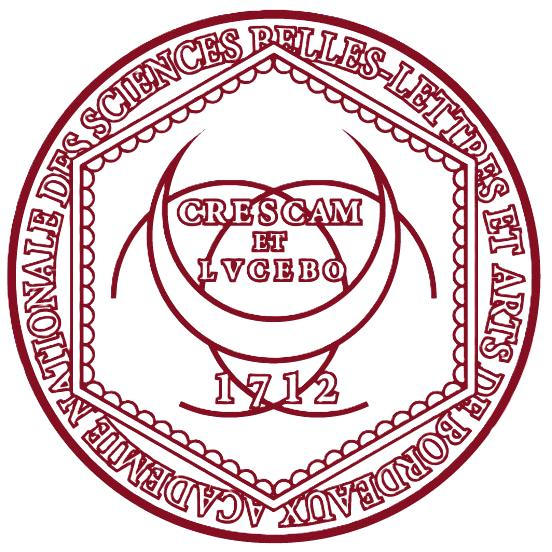
Sceau (1712)

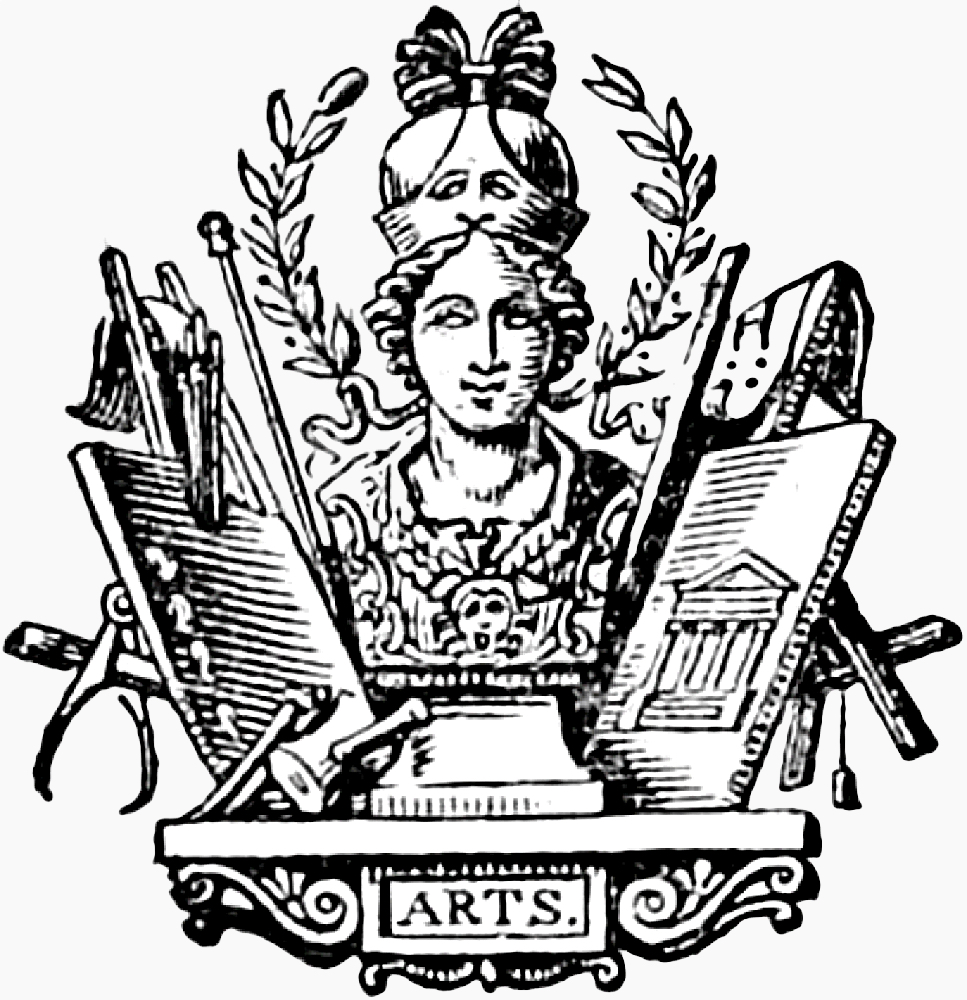
Sceau (1828)

Quelques mois passent encore sans nouvelles. Jean-Baptiste de Caupos, part pour la capitale où il apprend qu’il ne manque plus que les noms des académiciens et leur devise.
Enfin les lettres patentes, signées par le roi le 5 septembre 1712 à Fontainebleau, sont adressées par paquet avec la liste des douze académiciens et la nouvelle devise (« Crescam et lucebo » : "Je croîtrai et je brillerai").
Le groupe de fondateurs se mit à la rédaction du règlement intérieur. Quelques points sont arrêtés : 
- Rien ne doit être dit ou écrit sur la religion « qui fut hazardé contre la foi »,
- Il faut être vigilant sur les bonnes mœurs,
- On ne doit pas attaquer le gouvernement,
- Toute satire personnelle ou toute pensée ou parole équivoque est bannie.
- Enfin veiller à ne pas employer des termes impropres à la langue,
- Respecter la brièveté des textes ou des discours pour ne pas dépasser une demi-heure de lecture.

Finalement les officiers de l'Académie furent choisis :
- Directeur, Antoine de Gascq, président à Mortier au Parlement,
- Secrétaire des Belles lettres et Sciences, Jean-François Melon, inspecteur des fermes du roi,
- Secrétaire des arts, Isaac de Sarrau.
- Trésorier, Jean Sarrau de Vésis.

Il ne reste plus qu’à attendre l’ouverture du Parlement de Bordeaux, le 3 mai 1713, pour l’enregistrement de la fondation de la nouvelle Académie royale des sciences, belles-lettres et arts. Ce qui fut le cas, sans que personne puisse contrecarrer le projet.
Le 20 mai 1713 est l'ouverture solennelle de l’Académie dans la chapelle du Collège de Guyenne. On chante un Te deum, et un Domine salvum fac regem. L’après-midi, Antoine de Gascq ouvre la séance par un discours sur l’utilité des sciences dans un État, puis fait l’éloge du roi et du protecteur. Tout se termine par un souper avec valets et flambeaux, suivi d’un bal auquel sont invitées les dames de l’Académie.

#### Les protecteurs (représentants du roi) de l'Académie
- 1712-1726 - Henri-Jacques Nompar de Caumont duc de La Force, membre de l’Académie française.
- 1726-1736 - Charles-Jean-Baptiste Fleuriau de Morville, membre de l’Académie française.
- 1736–1742 - Melchior de Polignac, membre de l’Académie française.
- 1758–1781 – Duc de Richelieu, gouverneur de Guienne, membre de l’Académie française. Il ne sera pas remplacé.

#### Repères chronologiques
- 1736 – Jean-Jacques Bel lègue son hôtel et sa bibliothèque à l’Académie. La bibliothèque est ouverte au public.
- 1759 - Voltaire, membre correspondant, publie Candide. Il y brocarde les académiciens bordelais.
- 1767 – Le prince de Bauveau offre à l’Académie un buste de Montesquieu par Jean-Baptiste Lemoyne.
- 1781 – Les jurats remettent à l’Académie les antiques de l’Hôtel de Ville (origine des futurs musées lapidaires puis Musée d'Aquitaine)
- 1786 – Le financier Nicolas Beaujon lègue à l’Académie les 6000 volumes de sa bibliothèque.
- 1793, comme les autres académies, celle de Bordeaux est supprimée sur la motion de l'abbé Grégoire et ses biens nationalisés le 22 avril 1793. Son hôtel et sa bibliothèque sont remis à la Ville de Bordeaux.

### Société d'histoire naturelle de Bordeaux
L'Académie renaît en 1796 sous un titre modeste et une forme très édulcorée : Société d'histoire naturelle de Bordeaux (le nom précis de l'Académie changera au gré du système constitutionnel en vigueur). La société fonctionne pendant quelques mois à titre de société privée. Sa première séance se tient le 23 frimaire (13 décembre 1796).
La société a deux types de membre :
- Associé ordinaire, qui s'adonne à l'étude de l'histoire naturelle et qui s'engage à ses travaux et à l'augmentation de la collection de la société;
- Associé libre, qui s'engage qu'à aider la société par une contribution annuelle plus forte que celle d'un associé ordinaire.

### Société des sciences, belles-lettres et arts
La Société des sciences, belles-lettres et arts succède à la Société d'histoire naturelle le 13 brumaire an VI (3 novembre 1797). Le règlement de la société et la liste des membres fondateurs est publiée en 1797. La distinction entre membre ordinaire et membre libre a disparu.

### Académie des sciences, belles-lettres et arts de Bordeaux
- 1814 – Renaissance du nom d’Académie des sciences, belles-lettres et arts de Bordeaux.

### Académie royale des sciences, belles-lettres et arts de Bordeaux
- Elle devient Académie royale sous Charles X par ordonnance du 13 août 1828.

- 1839 – Le règlement de l’Académie royale est approuvé par le ministre de l’Instruction publique.

### Académie impériale des sciences, belles-lettres et arts de Bordeaux
- En 1852 elle devient l'Académie impériale...

### Académie nationale des sciences, belles-lettres et arts de Bordeaux
- Avec la Troisième République en 1870 elle prendra le titre qui est encore aujourd'hui le sien. Elle comprend également des membres correspondants français et étrangers. Par tradition, le maire de Bordeaux est son protecteur.

Sa composition a été d'abord fixée par les statuts de sa fondation (25 articles) modifiés assez profondément par de nouveaux statuts (37 articles) arrêtés en Conseil d’État le 20 juillet 1871.

## Les sièges successifs de l'Académie
| - Hôtel de la famille Bel (état en 1910 avec son observatoire) - Hôtel de la famille Bel (état actuel) - Athénée municipal (détruit) |

| - Hôtel de Ragueneau - Hôtel Calvet |

- 1739 Jean-Jacques Bel lègue son somptueux hôtel et divers immeubles de l'esplanade du château Trompette (n°10 et 10 bis des actuelles allées de Tourny), et les académiciens bénéficient d'une résidence privilégiée, jusqu'à 1793, quand l'Académie est dissoute et ses biens confisqués.

- 1803 - L'Académie se réinstalle dans l'Hôtel de la famille Bel, mais maintenant propriété de la ville de Bordeaux et partage les locaux avec son ancienne bibliothèque, qui est maintenant la bibliothèque municipale de Bordeaux.

- 1891 - À la suite du déménagement de la bibliothèque municipale vers le Couvent des Dominicans, cour Mably, l'Académie aussi quitte les locaux pour l'Athénée municipal, 52 rue des Trois-Conils où elle tient séance jusqu'en 1939.

- 1939 – L’Académie s’installe à l’Hôtel de Ragueneau, 71 rue du Loup.

- 1976 – L’Académie et les autres sociétés savantes bordelaises quittent l'Hôtel Ragueneau, à cause de sa vétusté et s’installent à l'Hôtel Calvet, 1 place Bardineau à Bordeaux.

## Publications de l'Académie
À partir de 1819 les communications faites à l'Académie sont publiées dans les Actes de l'Académie. Le catalogue de toutes les publications dans les Actes est compilé par Gères et Céleste. Presque tous les volumes entre 1819 et 1928 sont disponibles en-ligne.
- « Séance publique de l'Académie royale des sciences, belles-lettres et arts de Bordeaux pour les années 1820-1837 », sur Gallica.

- « Actes de l'Académie Royale des Sciences, Belles-Lettres et Arts de Bordeaux (1839-1847) », sur Gallica.

- Actes de l'Académie Impériale des Sciences, Belles-Lettres et Arts de Bordeaux, vol. 12, 1850 (lire en ligne).
- Actes de l'Académie Impériale des Sciences, Belles-Lettres et Arts de Bordeaux, vol. 13, 1851 (lire en ligne).
- Actes de l'Académie Impériale des Sciences, Belles-Lettres et Arts de Bordeaux, vol. 14, 1852 (lire en ligne).
- Actes de l'Académie Impériale des Sciences, Belles-Lettres et Arts de Bordeaux, vol. 15, 1853 (lire en ligne).
- Actes de l'Académie Impériale des Sciences, Belles-Lettres et Arts de Bordeaux, vol. 18, 1856 (lire en ligne)
- Actes de l'Académie Impériale des Sciences, Belles-Lettres et Arts de Bordeaux, vol. 19, 1857 (lire en ligne)
- Actes de l'Académie Impériale des Sciences, Belles-Lettres et Arts de Bordeaux, vol. 20, 1858 (lire en ligne)

- « Actes de l'Académie Impériale des Sciences, Belles-Lettres et Arts de Bordeaux, volume 21 (1859) », sur Bayerische StaatsBibliothek
- « Actes de l'Académie (1860 - 1928) », sur Gallica